# Cheltenham Town Football Club 2014-2015
Questa voce raccoglie le informazioni riguardanti il Cheltenham Town Football Club nelle competizioni ufficiali della stagione 2014-2015.

## Rosa
| N. |                             | Ruolo | Calciatore               |
| -- | --------------------------- | ----- | ------------------------ |
| 1  | Irlanda del Nord (bandiera) | P     | Trevor Carson            |
| 2  | Inghilterra (bandiera)      | D     | Lee Vaughan              |
| 3  | Inghilterra (bandiera)      | D     | Craig Braham-Barrett     |
| 4  | Inghilterra (bandiera)      | D     | Matthew James Taylor     |
| 5  | Galles (bandiera)           | D     | Troy Brown               |
| 6  | Inghilterra (bandiera)      | D     | Steve Elliott (capitano) |
| 8  | Inghilterra (bandiera)      | C     | Matt Richards            |
| 9  | Inghilterra (bandiera)      | A     | Byron Harrison           |
| 10 | Inghilterra (bandiera)      | A     | Terry Gornell            |
| 11 | Inghilterra (bandiera)      | C     | Andy Haworth             |
| 12 | Nuova Zelanda (bandiera)    | P     | Matthew Gould            |
| 14 | Inghilterra (bandiera)      | C     | Asa Hall                 |
| 15 | Inghilterra (bandiera)      | D     | Jack Deaman              |

| N. |                          | Ruolo | Calciatore           |
| -- | ------------------------ | ----- | -------------------- |
| 16 | Inghilterra (bandiera)   | C     | Joe Hanks            |
| 17 | Inghilterra (bandiera)   | C     | Zack Kotwica         |
| 18 | Inghilterra (bandiera)   | D     | Paul Black           |
| 19 | Inghilterra (bandiera)   | C     | Omari Sterling-James |
| 21 | Inghilterra (bandiera)   | C     | Harry Williams       |
| 22 | Inghilterra (bandiera)   | A     | Bobby Dale           |
| 23 | Inghilterra (bandiera)   | D     | James Bowen          |
| 24 | Inghilterra (bandiera)   | C     | Adam Powell          |
| 25 | Inghilterra (bandiera)   | C     | Jason Taylor         |
| 26 | Inghilterra (bandiera)   | A     | John Marquis         |
| 28 | Italia (bandiera)        | A     | Raffaele De Vita     |
| 29 | Guinea-Bissau (bandiera) | C     | Eusébio Bancessi     |
| 30 | Inghilterra (bandiera)   | P     | Harry Reynolds       |